# Jean Bony
Pour les articles homonymes, voir Bony (homonymie).
Jean Victor Bony, né au Mans en 1908 et mort à Brisbane (Australie) le 7 juillet 1995, est un historien médiéviste français, spécialiste de l'architecture gothique. Inscrit dans la tradition formaliste, il est le premier historien à décrire rigoureusement la structure du « mur épais évidé », point de départ d'une histoire générale de la constitution du style gothique en architecture où les œuvres normandes jouent un rôle clé.

## Biographie
Élève d'Henri Focillon à la Sorbonne à partir de 1929, agrégé d'histoire et géographie en 1933, il se met à voyager à travers l'Europe et surtout en Angleterre en vue de rédiger une thèse de doctorat sur le rôle de l'architecture normande dans l'architecture gothique. Il y trouve un terrain favorable à ses recherches et fait toute sa carrière en pays anglo-saxon. Après avoir enseigné à Eton avant la guerre et après la libération, il est lecteur à l'Institut français de Londres de 1946 à 1961. Il obtient en 1962 une chaire d'histoire de l'art à l'université de Californie à Berkeley, qu'il occupe jusqu'à sa retraite, en 1980.
Avec George Zarnecki, il initie vers 1960 l'entreprise scientifique de recensement exhaustif de la sculpture romane dans les îles britanniques (« Romanesque sculpture in the British isles »).

## Publications (sélection)
- Notre-Dame de Mantes, Le Cerf, 1947.
- The English decorated style : Gothic architecture transformed, 1250-1350, Phaidon, 1979.
- French Gothic Architecture of 12th and 13th Centuries, Berkeley university press, 1983.